# Глинники (Кесовогорский район)
Глинники — деревня в Кесовогорском районе Тверской области. Входит в состав Лисковского сельского поселения.

## География
Находится в юго-восточной части Тверской области на расстоянии приблизительно 8 км на запад по прямой от районного центра поселка Кесова Гора.

## История
Деревня была показана ещё на карте 1825 года. В 1859 году здесь (деревня Бежецкого уезда) было учтено 22 двора.

## Население
Численность населения: 165 человек (1859 год), 2 (русские 100 %) в 2002 году, 1 в 2010.